# Mamers (Karolina Północna)
Mamers – jednostka osadnicza w Stanach Zjednoczonych, w stanie Karolina Północna, w hrabstwie Harnett.